# Флаг Петровского сельского поселения (Ленинградская область)
Флаг муниципального образования Петро́вское сельское поселение Приозерского муниципального района Ленинградской области Российской Федерации.
Флаг утверждён 27 января 2006 года и внесён в Государственный геральдический регистр Российской Федерации с присвоением регистрационного номера 2117.

## Описание флага
«Флаг муниципального образования Петровское сельское поселение представляет собой прямоугольное полотнище с соотношением ширины флага к его длине 2:3, воспроизводящее композицию герба муниципального образования Петровское сельское поселение в голубом, жёлтом и белом цветах».
Геральдическое описание герба гласит: «В лазоревом (синем, голубом) поле с волнисто-пересечённой лазурью (синем, голубым) и серебром главой идущий серебряный бык вправо с золотым кольцом в ноздрях, сопровождаемый вверху тремя золотыми соснами, а по сторонам двумя таковыми же колосьями, положенными наподобие разомкнутого венка».

## Обоснование символики
Флаг составлен на основании герба муниципального образования, в соответствии с традициями и правилами геральдики и отражает исторические, культурные, социально-экономические, национальные и иные местные традиции.
Волнистая полоса символизирует реку Вуоксу — естественную границу поселения.
Серебряный бык символизирует наличие в поселении племенного завода «Петровский» и развитие племенного животноводства.
Три золотые сосны на голубом фоне — олицетворение топонимики — Петяярви — «сосновое озеро».
Два золотых колоска — традиционный символ сельского хозяйства.
Голубой цвет (лазурь) символизирует красоту северной природы, наличие озёр, а также честность, верность и безупречность.
Жёлтый цвет (золото) — могущество, силу, богатство, постоянство, справедливость, добродетели.